# Холмс, Марта
Марта Холмс, англ. Martha Holmes — британская тележурналистка, получившая известность как автор ряда фильмов о подводной жизни (телекомпания Би-Би-Си). Обучалась в Йоркском университете, где получила степень доктора философии по морской биологии.

## Фильмы
- Reefwatch
- Sea Trek (в российском прокате — «Прогулки под водой», 8 серий)
- Hippos — Out Of Water
- Deadly Liaisons and Otters — The Truth.
- Wildlife Special — Polar Bear.